# Uvaria caffra
Uvaria caffra är en kirimojaväxtart som beskrevs av Ernst Meyer och Otto Wilhelm Sonder. Uvaria caffra ingår i släktet Uvaria och familjen kirimojaväxter. Inga underarter finns listade i Catalogue of Life.